# Becoming X
Albums de Sneaker Pimps
Becoming Remixed
(1998)
Singles
1. Tesko Suicide
Sortie : 1996
2. 6 Underground
Sortie : 30 septembre 1996
3. Spin Spin Sugar
Sortie : 1997

Becoming X est le premier album studio des Sneaker Pimps, sorti le 19 août 1996.
L'album s'est classé 1er au Heatseekers et 111e au Billboard 200.
Kelli Dayton, la chanteuse du groupe, a quitté la formation après cet opus afin de poursuivre une carrière solo. Chris Corner est devenu le chanteur du groupe pour les albums suivants.
How Do est une reprise de la chanson Willow's song écrite pour le film Le Dieu d'osier en 1973. On retrouve How Do dans les bandes originales d'Ouvre les yeux en 1997 et d'Hostel en 2006

## Liste des titres
Toutes les chansons sont écrites et composées par Chris Corner, Liam Howe et Ian Pickering, sauf mention contraire.
| No  | Titre                       | Auteur                                             | Contient un (des) sample(s) de                                                                      | Durée |
| --- | --------------------------- | -------------------------------------------------- | --------------------------------------------------------------------------------------------------- | ----- |
| 1.  | Low Place Like Home         |                                                    | | 4:38  |
| 2.  | Tesko Suicide               |                                                    | | 3:48  |
| 3.  | 6 Underground               | Chris Corner, Liam Howe, Ian Pickering, John Barry | The Sorcerer of Isis (The Ritual of the Mole) de Power of Zeus, Golden Girl de John Barry           | 3:54  |
| 4.  | Becoming X                  |                                                    | | 4:15  |
| 5.  | Spin Spin Sugar             |                                                    | Visage de Luciano Berio                                                                             | 4:21  |
| 6.  | Post-Modern Sleaze          |                                                    | | 5:21  |
| 7.  | Waterbaby                   |                                                    | Let the Happiness In de David Sylvian Guru Sri Chinmoy Aphorism de Carlos Santana et Alice Coltrane | 4:12  |
| 8.  | Roll On                     |                                                    | | 4:28  |
| 9.  | Wasted Early Sunday Morning |                                                    | | 4:29  |
| 10. | Walking Zero                |                                                    | | 4:31  |
| 11. | How Do                      | Paul Giovanni                                      | Willow's song du film Le Dieu d'osier                                                               | 5:03  |